# Argas sanchezi
Argas sanchezi är en fästingart som beskrevs av Dugès 1887. Argas sanchezi ingår i släktet Argas och familjen mjuka fästingar. Inga underarter finns listade i Catalogue of Life.